# Drycothaea viridescens
Drycothaea viridescens es una especie de escarabajo longicornio del género Drycothaea, familia Cerambycidae. Fue descrita científicamente por Buquet en 1857.
Habita en Argentina, Brasil y Paraguay. Los machos y las hembras miden aproximadamente 7,6-11,5 mm. El período de vuelo de esta especie ocurre en los meses de enero, marzo, mayo y agosto.